# Ельві Сінерво
Е́льві А́уліккі Сі́нерво-Рю́емя (Elvi Aulikki Sinervo-Ryömä; *4 травня 1912, Гельсінкі, Велике князівство Фінляндське, Російська імперія, тепер Фінляндія — 28 серпня 1986, Перная, Фінляндія) — фінська робітнича письменниця, поетеса і перекладачка.  
Найпродуктивніший період літераторки був між 1931 і 1956 роками. Починаючи з 1950-х активно займалась перекладами. 
Переконана комуністка, також висловлювала свою позицію через творчість, після ІІ Світової війни тривалий час працювала у Комуністичній партії Фінляндії (SKP).

## Життєпис
Ельві Сінерво належала до родини, яка виросла в Гельсінкі, її сестри депутатка Сільві-Кілліккі Кілпі та письменниця Айра Сінерво. Батьки — коваль Едвард Сінерво та Альма Валленіус. Відвідувала фінську школу для дівчат у Ваасі та середню школу для дівчат.
У 1933 році одружилася з лікарем, депутатом і редактором Маурі Рюемя. В шлюбі народила дітей  — Ілкку, Ліісу та Майю Рюемя.. Чоловік помер у ДТП.
У 1930 році вперше відвідала СРСР.
Разом з чоловіком була однією з засновників фінсько-радянського товариства миру та дружби (1940), була заступницею секретаря товариства. Коли керівництво держави визнало організацію загрозою для безпеки Фінляндії, товариство заборонили, а керівництво заарештували. У липні 1941 року Ельві Сінерво засудили до 3 років колонії за підготовку до державної зради. 
Звільнена у червні 1944 року. 
Розчарована методами і загалом діяльністю SKP, Ельві Сінерво була виключена з партії в листопаді 1959 року, але й далі вважала себе комуністкою, як і не припиняла діяльності в організації «Фінські захисники миру».

## З доробку
Ельві Сінерво від самого початку входила до складу просвітницької організації Kiila, заснованої в 1936 році (разом з Ярно Пеннаненом, Арво Туртіайненом, Вільо Каявою та Отто Вархіа). Хоча до Kiila приймали винятково письменників, у групі активно працювали критики та кінорежисери. Серед уже визнаних письменників до Kiila приєдналися Катрі Вала та Пентті Хаанпяя. Після ІІ Світової діяльність Kiila швидко відновилася й тривала аж до 1970-х.
Одна з найвідоміших поезій Е. Сінерво «Наталія» — часів ув'язнення. Серед інших політичних поезій авторки — Kivinen laulu, написана до 30-річчя SKP у 1948 році, а також Lintu mustasiipi lennä та Sinä teijit kulakosi lait, натхненні Кривавим четвергом у Кемі (1949). Ці та чимало інших її віршів набули нового життя як пісні з розквітом лівого політичного пісенного руху на початку 1970-х.
Починаючи від 1950-х, Е. Сінерво переклала фінською багато художніх творів з німецької, шведської та англійської, серед них Бертольта Брехта й Генріка Тікканена.

### Нагороди
Сінерво нагороджена Pro Finlandia (1967), також преміями Ейно Лейно в 1980 році та Мікаеля Агріколи в 1973 році за фінський переклад п'єси Бертольта Брехта «Свята Йоганна з боєнь» і роману Пера Улофа Енквіста «П'ята зима чудесного цілителя».